# Čerkeški genocid
Čerkeški genocid ali Cicekun   označuje množične pokole, etnično čiščenje in prisilno preseljevanje med 95 in 97%   Čerkezov v zadnjih fazah ruske invazije na Čerkezijo v 19. stoletju. Ubitih je bilo med 1.000.000 in 1,5 milijona ljudi ter uničena Čerkezija, ki jo je nato okupiralo in priključilo Rusko cesarstvo. Tarča načrtnega iztrebljanja so bili predvsem Čerkezi, ki so pretežno muslimani, hkrati pa so bile prizadete tudi nekatere druge etnične skupine iz Kavkaza. Ruska vojska se je posluževala taktik ustrahovanja, žrtve je za zbijanje morale in ustrahovanje tudi nabijala na kole in rezala trebuhe nosečnic. Pokole so mnogi ruski generali upravičevali in poveličevali z opisovanjem Čerkezov kot "podčloveško umazanijo" in "nizko raso". Čerkeze so tudi uporabljali kot poskusne subjekte v neetičnih znanstvenih poskusih. Ruskim vojakom je bilo dovoljeno posiljevati čerkeške ženske.
Čerkeško prebivalstvo je bilo v veliki meri zdesetkano ali izgnano v Osmansko cesarstvo. Prizaneseno je bilo le tistim, ki so sprejeli rusifikacijo in sklenili sporazume z Rusi. Proti čerkeškim vasem je bilo kot orožje uporabljeno stradanje, mnoge so bile nato še požgane. Ruski pisatelj Lev Tolstoj je poročal, da so ruski vojaki ponoči napadali vaške hiše. Britanski diplomat Gifford Palgrave je izjavil, da je bil »njihov edini zločin ta, da niso bili Rusi«. Čerkeški uradniki so leta 1864 v prizadevanju k vojaški intervenciji proti Rusom poslali Peticijo čerkeških voditeljev njenemu veličanstvu kraljici Viktoriji, vendar jim ni uspelo pridobiti pomoči Britanskega imperija. Istega leta je ruska vojska začela kampanjo množične deportacije preživelega prebivalstva Čerkezije. Do leta 1867 je bil velik del Čerkezov izgnan. Mnogi so umrli zaradi epidemij ali lakote.
Večina virov navaja, da je po genocidu v Čerkezijah ostalo le 3 % prebivalstva in da je bilo skupno kar 1,5 milijona ljudi prisiljenih pobegniti, pot jih je preživela le približno polovica. Osmanski arhivi kažejo, da je bilo do leta 1879 s Kavkaza sprejetih več kot milijon priseljencev, od katerih jih je skoraj polovica umrla na obalah Črnega morja zaradi bolezni. Ob predpostavki, da so podatki točni, je ruski genocid na Čerkezi, najobsežnejši genocid v 19. stoletju. Ruski arhivi, ki potrjujejo osmanske, so ob koncu 19. stoletja na Kavkazu dokumentirali le 106.798 Čerkezov. Druge ocene ruskih zgodovinarjev so še nižje in se gibljejo od 40.400 do 65.900. Popis prebivalstva Ruskega cesarstva iz leta 1897, je poročal o prisotnosti 150.000 Čerkezov.
Gruzija je uradno priznala genocid nad Čerkezi 20. maja 2011, potem ko je zgodovinarjem odprla do tedaj tajne ruske arhive v Gruziji. Ukrajina je genocid nad Čerkezi uradno priznala 9. januarja 2025 po vložitvi pobud s strani Čerkezov junija 2024. Uradno genocid nad Čerkezi priznava tudi mesto Wayne v New Jerseyju v Združenih državah Amerike in izgnanska vlada Vzhodnega Turkestana. 7. februarja 1992 se je Kabardino-Balkarska avtonomna sovjetska socialistična republika odločila obsoditi genocid nad Čerkezi. Republika Kabardino-Balkarija in 29. aprila 1996 Republika Adigeja sta 12. maja 1994 vložili vlogi Državni dumi Ruske federacije za priznanje genocida nad Čerkezi. Abhazija je 15. oktobra 1997 deportacijo in poboje Abhazijcev v 19. stoletju priznala kot genocid, deportirane pa kot begunce. Oktobra 2006 je več kot 20 čerkeških združenj pozvalo Evropski parlament k priznanju čerkeškega genocida. Novembra 2006 so združenja Čerkezov v republikah Adigeja, Kabardino-Balkarija in Karačaj-Čerkezija pozvala ruskega predsednika Vladimirja Putina k priznanju genocida nad Čerkezi. Ruska federacija genocid v Čerkeziji klasificira kot »množično migracijo« in zanika, da se je zgodil genocid. Rusija aktivno zatira manjšine in aktiviste čerkeških javnih organizacij. 21. maj se vsako leto obeležuje kot čerkeški dan žalovanja, ki ga sestavljajo slovesnosti in pohodi v spomin na žrtve ter včasih protesti proti ruski vladi. V sodobnem času je čerkeška diaspora prisotna predvsem v Turčiji in Jordaniji, približno 750.000 pa jih živi v ruski gospodarski regiji Severni Kavkaz.